# Baculogypsina
Baculogypsina es un género de foraminífero bentónico de la familia Calcarinidae, de la superfamilia Rotalioidea, del suborden Rotaliina y del orden Rotaliida. Su especie tipo es Orbitolina concava var. sphaerulata. Su rango cronoestratigráfico abarca el Holoceno.

## Clasificación
Baculogypsina incluye a las siguientes especies:
- Baculogypsina baculata
- Baculogypsina floresiana
- Baculogypsina meneghinii
- Baculogypsina saoneki
- Baculogypsina sphaerulata
- Baculogypsina meneghinii
  - Baculogypsina meneghinii var. tetraedra